# تمثال أديوجي شيفا
تمثال أديوجي شيفا هو تمثال فولاذي بطول 34 متر وعرض 25 متر لشيفا يقع في مدينة كويمباتور بولاية تاميل نادو،الهند. يعتبر أكبر تمثال نصفي في العالم بحسب موسوعة غينيس للأرقام القياسية.